# Tetratlenek triołowiu
Tetratlenek triołowiu (nazwa Stocka: tlenek diołowiu(II) ołowiu(IV), minia ołowiowa), Pb3O4 – nieorganiczny związek chemiczny z grupy tlenków mieszanych, w którym ołów występuje na II i IV stopniu utlenienia. Minia występuje zwykle jako pomarańczowoczerwony proszek o dużej gęstości (około 9 g/cm³). Nazwa minia pochodzi od rzeki Miño w Hiszpanii, gdzie znajdowały się pierwsze eksploatowane złoża minii. W sieci krystalicznej minii stwierdzono obecność oktaedrów PbIVO6 oraz nieregularnych piramid PbIIO4.
Minia stosowana jest jako pigment rdzo-ochronny (antykorozyjny) w farbach podkładowych. Zabezpiecza żelazo przed korozją utleniając je powierzchniowo z wytworzeniem cienkiej warstwy tlenków żelaza (pasywacja). Używana jest również w hutnictwie szkła i do wytwarzania kitów. Jak każdy związek ołowiu jest trująca.
Pb3O4 można otrzymać przez utlenienie tlenku ołowiu (PbO, zwanego glejtą ołowiową) lub ołowiu metalicznego.